# Amarok (Mythologie)
Amarok ist der Name eines riesigen Wolfes aus der Mythologie der Eskimos. Es heißt, er jage und fresse jeden, der töricht genug sei, bei Nacht allein auf Jagd zu gehen. Anders als die echten Wölfe, die im Rudel jagen, ist der Amarok dabei immer allein. Es wird angenommen, dass Amarok identisch mit dem Waheela der Kryptozoologie sein könnte.
Folgende lokale Schreibweisen für die Mythenfigur des Amarok sind bekannt:
- ᐊᒪᕈᖅ (Amaruq): Iglulik
- ᐊᒪᒍᒃ (Amaguk): Inuit
- ᐊᒪᕈᖅ (Amaruq): Inuit